# Symplocostoma paramajus
Symplocostoma paramajus is een rondwormensoort uit de familie van de Enchelidiidae.